# Giorgio Galesiota
Giorgio Galesiota (in greco Γεώργιος Γαλησιώτης?; 1275 circa – 1357) è stato un funzionario bizantino.
Ha esercitato il proprio ministero nel Patriarcato di Costantinopoli nella prima metà del XIVesimo secolo. Divenuto funzionario del Patriarcato, Galesiota fu responsabile del sakellion della Chiesa dal 1330 al 1346 circa. Oltre ad essere stato un funzionario ecclesiastico, Galesiota fu anche autore di numerose omelie ed altre opere.